# Byblis filifolia
Byblis filifolia là một loài thực vật thuộc họ Byblidaceae. Đây là loài đặc hữu của Úc.

## Hình ảnh

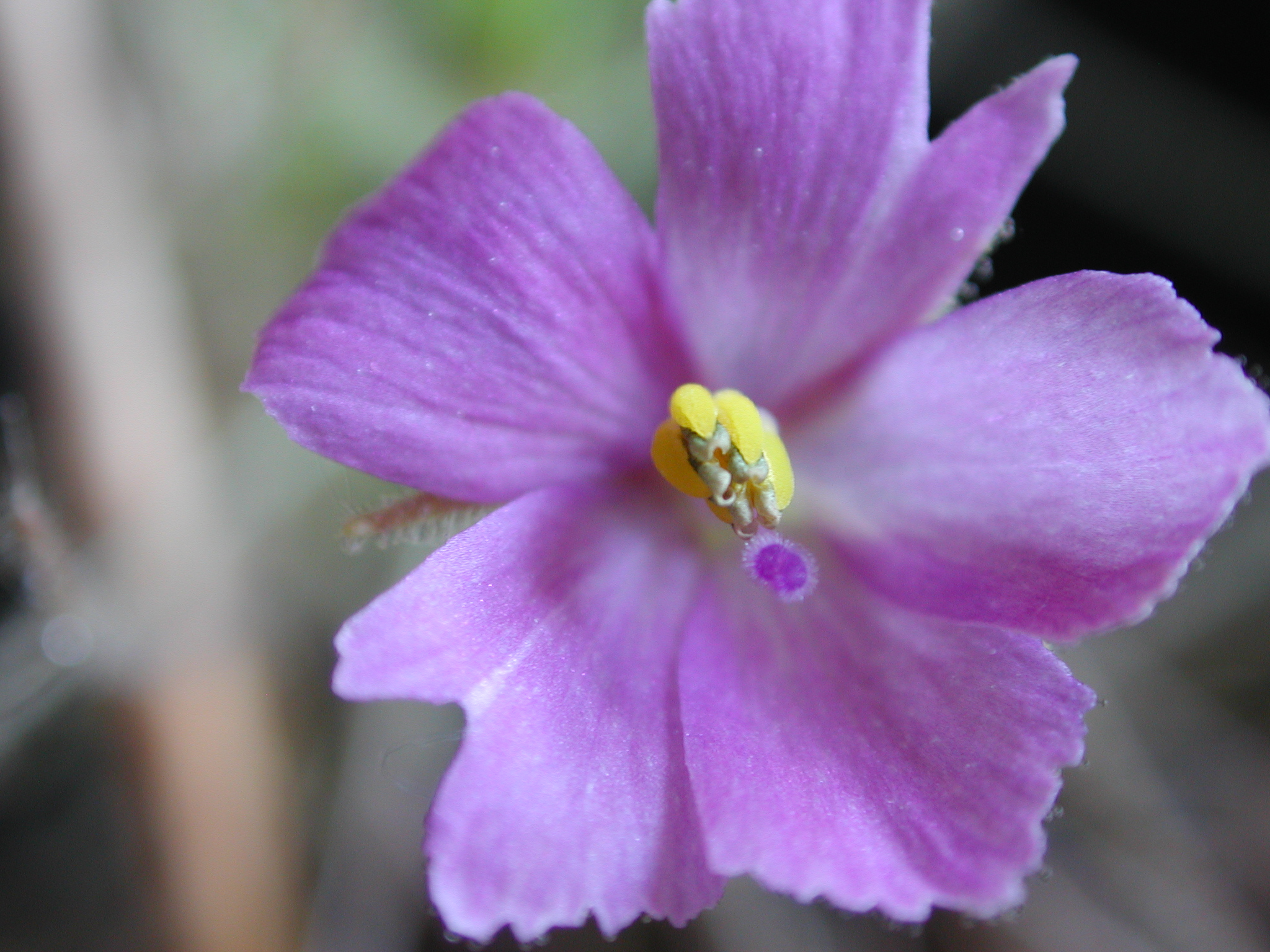
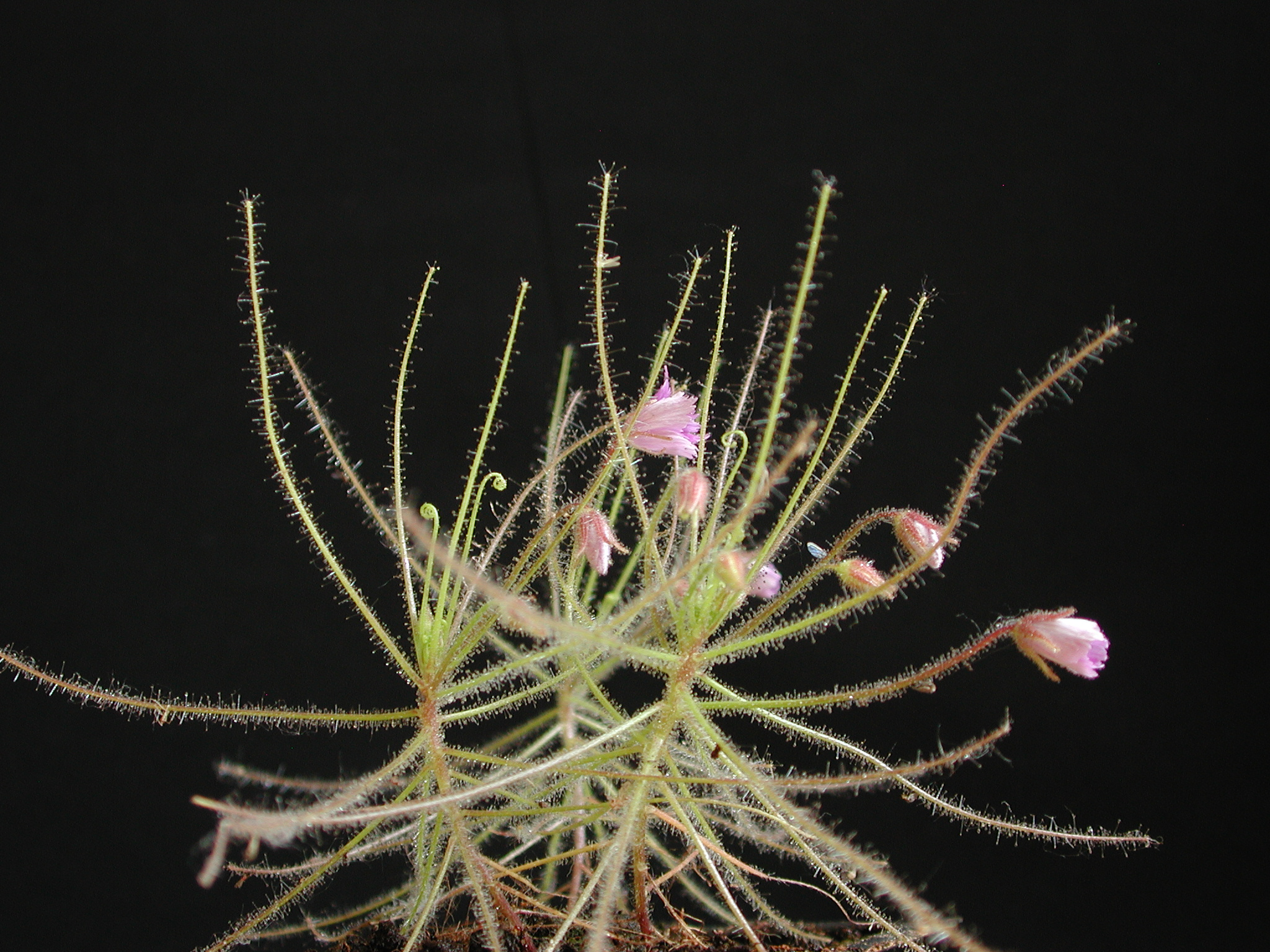
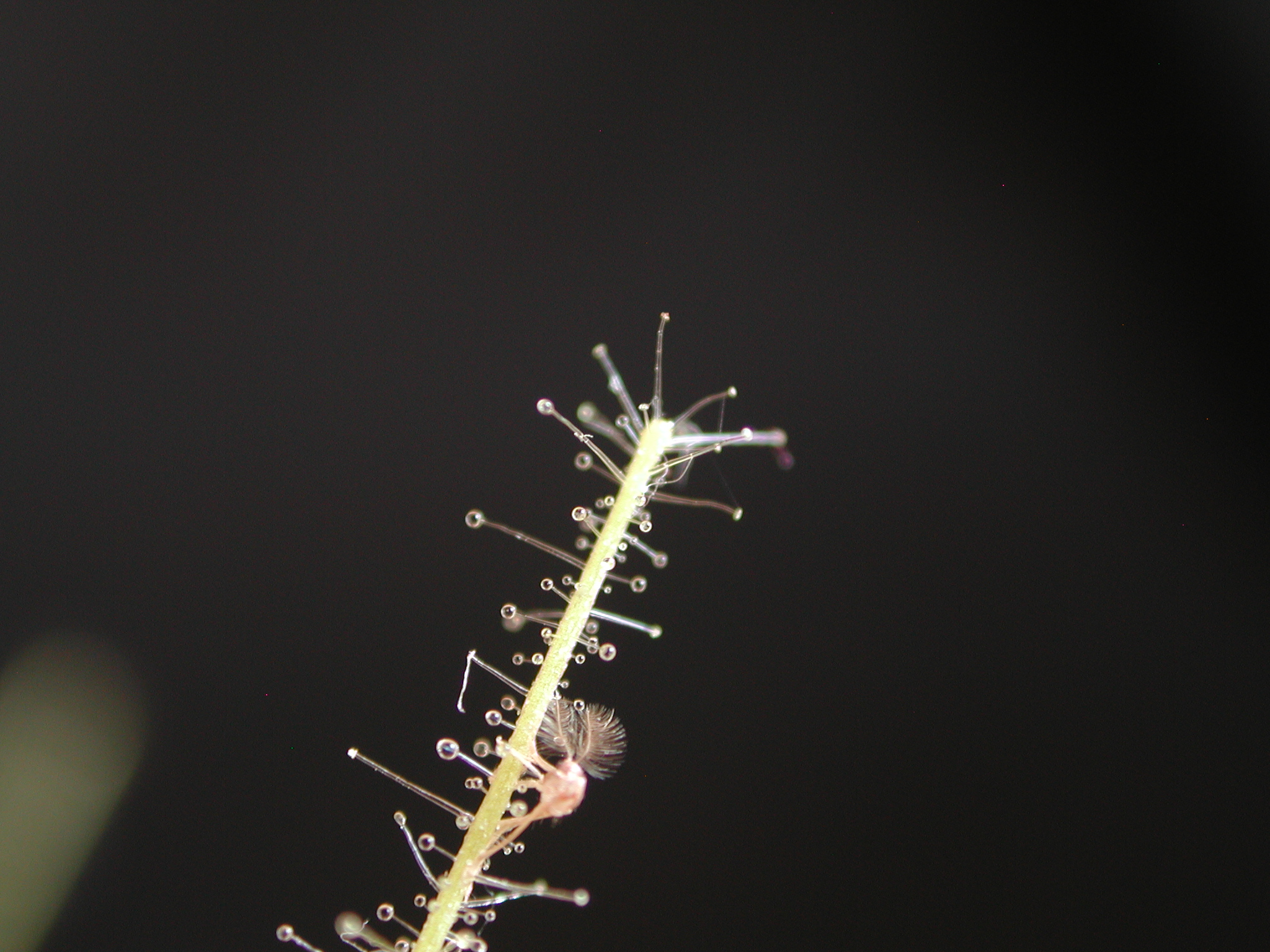
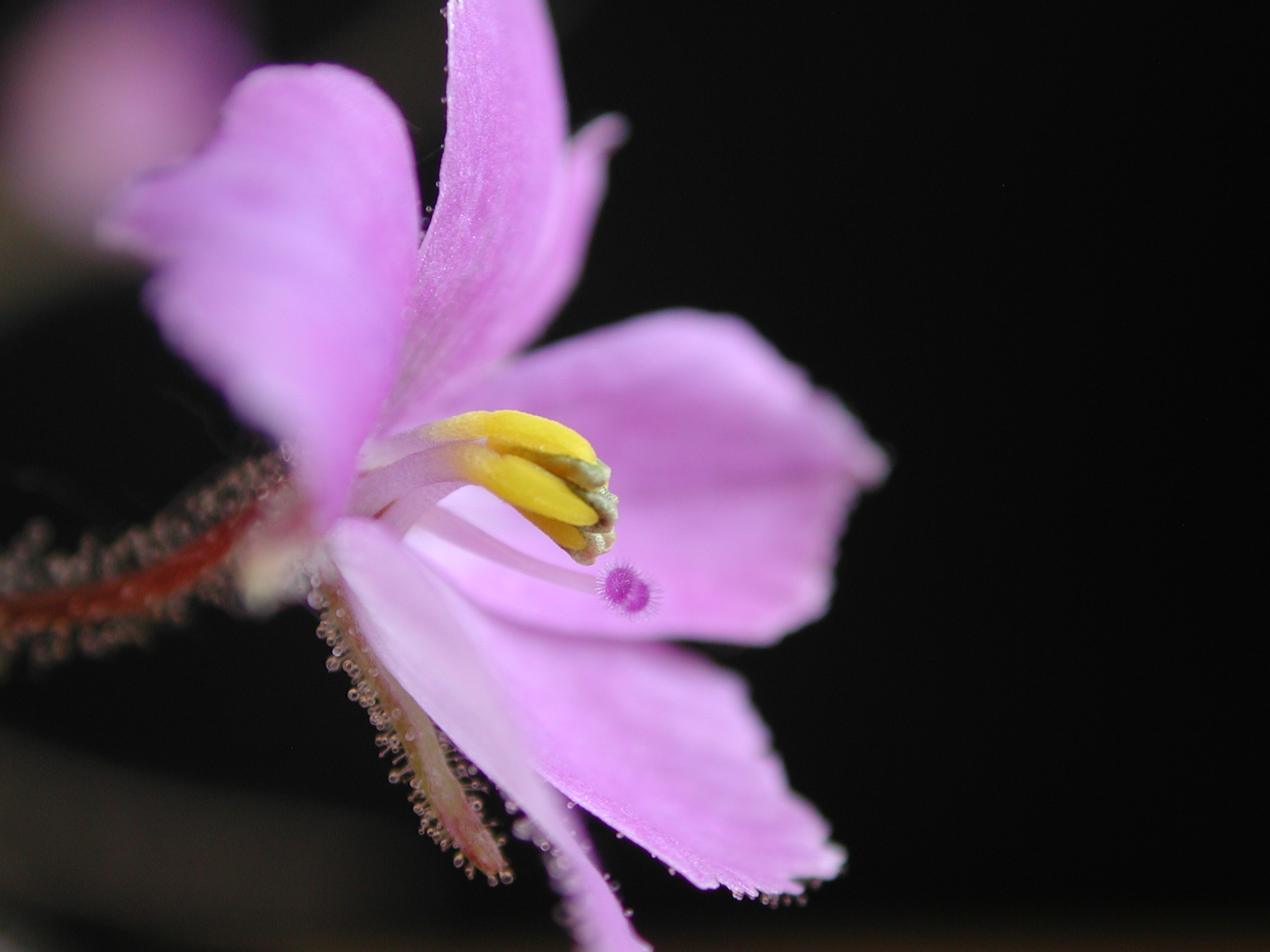